# Krawców Wierch
Krawców Wierch (ok. 1075 m n.p.m.) – szczyt w Grupie Pilska w Beskidzie Żywiecko-Orawskim (Beskidy Orawskie na Słowacji), znajdujący się w grzbiecie pomiędzy przełęczami Glinka i Bory Orawskie, a dokładniej pomiędzy szczytami Jaworzyna (1045 m) i Gruba Buczyna (1132 m). Grzbietem tym przebiega granica polsko-słowacka oraz Wielki Europejski Dział Wodny. Krawców Wierch znajduje się na terenie Żywieckiego Parku Krajobrazowego. Poniżej szczytu, na wysokości 1171,4 umieszczono punkt pomiarowy, co może powodować zamieszanie w wysokościach podawanych przez różne źródła. Mapa Compass podaje dla Krawcowego Wierchu wysokość 1084 m.
Krawców Wierch to mało wybitny szczyt. Po słowackiej stronie spływają z jego stoków dwa potoki: Mutnianská raztoka i Novotská raztoka, na polską natomiast odchodzą od niego dwa grzbiety; krótki północno-zachodni grzbiet Straceńca i długi zachodni, który poprzez Glinkę, Kubiesówkę i Kotelnicę opada do wideł Bystrej i potoku Glinka w Ujsołach. Pomiędzy tymi grzbietami spływa potok Straceniec. Krawców Wierch jest porośnięty lasem, ale nieco poniżej jego szczytu znajduje się okazała hala Krawcula z bacówką PTTK na Krawcowym Wierchu. Z hali rozpościera się widok na pasma Beskidów, a nawet Małej Fatry.
Aż do lat 70. XX wieku teren ten był rzadko odwiedzany przez turystów – dopiero wówczas z inicjatywy Edwarda Moskały podjęto się budowy bacówki, którą ukończono w 1976. Od tego czasu zarówno bacówka, jak i Hala Krawcula jest częstym punktem wycieczek turystycznych na popularnym beskidzkim szlaku z Wielkiej Raczy na Hhlę Rysiankę.
Od kilku lat organizuje się Noc Krawculi – nocny rajd do bacówki. W przeszłości bacówka organizowała również Wierchowe Granie i Górolskie Śpiewanie – imprezę folklorystyczną, cieszącą się dużą popularnością.
Krawców Wierch znajduje się w granicach wsi Złatna w województwie śląskim, w powiecie żywieckim, w gminie Ujsoły.

## Szlaki turystyczne prowadzące na Krawców Wierch
z przełęczy Glinki: do góry 2 h, w dół 1:30 h
 z Trzech Kopców przez Wilczy Groń: do góry 2:30 h, w dół 2:30 h
 ze Złatnej: do góry 2:30 h, w dół 1:45 h

## Szlaki turystyczne prowadzące ze szczytu
do bacówki pod Wielką Rycerzową: 4:30 h
  do schroniska na Hali Rysiance: 3:30 h
  do schroniska na Hali Miziowej: 4 h
   do schroniska na Hali Lipowskiej: 3:40 h.